# Zwölftes Buch Sozialgesetzbuch
Das Zwölfte Buch Sozialgesetzbuch (SGB XII) regelt die Sozialhilfe in Deutschland. Das Gesetz trat mit Wirkung vom 1. Januar 2005 in Kraft und löste das Bundessozialhilfegesetz (BSHG) ab.

## Geschichte
Hintergrund der Neuordnung der Sozialhilfe mit Wirkung vom 1. Januar 2005 waren die sogenannten Hartz-Reformen, aufgrund derer die Arbeitslosenhilfe und die Sozialhilfe für erwerbsfähige bedürftige Betroffene zusammengeführt wurden. Durch das Vierte Gesetz für moderne Dienstleistungen am Arbeitsmarkt vom 24. Dezember 2003 (BGBl. 2003 I S. 2954) wurde für diesen Personenkreis die Grundsicherung für Arbeitsuchende nach dem Zweiten Buch Sozialgesetzbuch eingeführt. Zugleich wurde die Sozialhilfe in das Sozialgesetzbuch durch das Gesetz zur Einordnung des Sozialhilferechts in das Sozialgesetzbuch vom 27. Dezember 2003 (BGBl. 2003 I S. 3022), gestützt auf den Gesetzgebungstitel in Art. 74 Abs. 1 Nr. 7 GG für das Recht der öffentlichen Fürsorge, neu gefasst. Dieses Artikelgesetz hat außerdem mehrere weitere Gesetze geändert bzw. neu gefasst. In der Folge wurden Durchführungsverordnungen und Ausführungsgesetze der Länder an die neue Rechtslage angepasst bzw. neu erlassen.
Die grundlegende Strukturreform des Sozialhilferechts, die mit der Einordnung der Sozialhilfe in das Sozialgesetzbuch bezweckt war, ist weitgehend ausgeblieben. Die bedeutsamste Neuregelung bestand darin, die Grundsicherung für die erwerbsfähigen Hilfebedürftigen dem SGB II zuzuweisen und sie damit aus der Sozialhilfe herauszunehmen. Im Gegensatz zu der vorherigen Rechtslage nach dem Bundessozialhilfegesetz, das über 40 Jahre in Kraft war, verlor die Sozialhilfe damit ihre frühere Rolle eines Regimes, das ergänzende Leistungen in all jenen Fällen erbringt, in denen die eigenen Mittel eines Betroffenen oder die Leistungen anderer sozialer Sicherungssysteme nicht ausreichen. Sie wurde zu einem eigenen Sicherungssystem für den Kreis der erwerbsgeminderten und der älteren Betroffenen, die Bedarfe haben, die anderweitig nicht zu decken sind. Die erwerbsfähigen Hilfebedürftigen sind gemäß § 7 Abs. 1 Satz 1 SGB II, § 21 Satz 1 SGB XII grundsätzlich dem SGB II zugewiesen.
Seine seitherige Gestalt erlangte das Gesetz im Wesentlichen erst nach Einspruch des Bundesrats im Vermittlungsausschuss, wonach die Grundsicherung im Alter und bei Erwerbsminderung in das vierte Kapitel des SGB XII aufgenommen wurde.
Ein weiterer bedeutsamer Schritt in der Entwicklung des Sozialhilferechts war die Neuregelung der Bemessung der Regelbedarfe durch das Regelbedarfs-Ermittlungsgesetz, das zum 1. Januar 2011 in Kraft trat (BGBl. 2011 I S. 453). Da die Regelbedarfe für Leistungsberechtigte nach dem SGB II gemäß § 20 Abs. 2 Satz 1 SGB II, § 28 SGB XII in Verbindung mit dem Regelbedarfs-Ermittlungsgesetz als Pauschale bemessen und aneinander gekoppelt sind, bilden sie seitdem eine Schnittstelle, über die das Leistungsniveau der beiden Grundsicherungsregime miteinander verbunden ist.
Gleichzeitig mit dem Inkrafttreten des SGB XII wurde der Rechtsweg für Streitigkeiten aus dem Recht der Sozialhilfe geändert. Während zuvor die allgemeinen Verwaltungsgerichte zuständig waren, wurde das Rechtsgebiet nunmehr gemäß § 51 Abs. 1 Nr. 6a 1. Variante SGG den Sozialgerichten zugewiesen.

## Leistungen
Das SGB XII kennt laut § 28 SGB I in Verbindung mit § 8 SGB XII folgende Leistungsarten:
1. Hilfe zum Lebensunterhalt (§§ 27–40 SGB XII),
2. Grundsicherung im Alter und bei Erwerbsminderung (§§ 41 – 46 SGB XII),
3. Hilfen zur Gesundheit (§§ 47–52 SGB XII),
4. [entfallen, vormals Eingliederungshilfe, die jetzt Teil des SGB IX ist,]
5. Hilfe zur Pflege (§§ 61–66 SGB XII),
6. Hilfe zur Überwindung besonderer sozialer Schwierigkeiten (§§ 67–69 SGB XII),
7. Hilfe in anderen Lebenslagen (§§ 70–74 SGB XII)

sowie die jeweils gebotene Beratung und Unterstützung.
Das SGB XII unterscheidet formal nicht mehr wie bisher das BSHG die Hilfe zum Lebensunterhalt und die (früheren) Hilfen in besonderen Lebenslagen (HibL). Letztere werden jetzt als Hilfen nach dem 5. bis 9. Kapitel bezeichnet und umfassen alle oben genannten Hilfen ab §§ 47 ff. SGB XII. Es bestehen weiterhin Unterschiede bei der Einkommens- und Vermögensanrechnung bei den einzelnen Hilfearten des SGB XII.

### Hilfe zum Lebensunterhalt (§§ 27 bis 40 SGB XII)
Hauptartikel: Hilfe zum Lebensunterhalt
Die Hilfe zum Lebensunterhalt als laufende Sozialhilfe zur Sicherung des soziokulturellen Existenzminimums beziehen überwiegend in Privathaushalten lebende Personen, wobei zusammen wohnende Partner sowie im Haushalt lebende minderjährige Kinder als sog. Bedarfsgemeinschaft oder Einstandsgemeinschaft betrachtet werden. Nach § 27 SGB XII umfasst der notwendige Lebensunterhalt „insbesondere Ernährung, Unterkunft, Kleidung, Körperpflege, Hausrat, Heizung und persönliche Bedürfnisse des täglichen Lebens“. Zu dem Letzteren gehört auch die Teilnahme am sozialen und kulturellen Leben. Für Schülerinnen und Schüler umfasst der notwendige Lebensunterhalt auch die erforderlichen Hilfen für den Schulbesuch. Die aus dem BSHG übertragene Definition verdeutlicht, dass Sozialhilfe nicht nur ein physisches Existenzminimum, sondern einen soziokulturellen Mindeststandard für die Teilnahme am gesellschaftlichen Leben einschließen soll.
Hilfe zum Lebensunterhalt wird vorrangig als Geldleistung erbracht. Zunächst wird der Sozialhilfebedarf bestimmt, danach werden das Einkommen und Vermögen (nach dem Elften Kapitel des SGB XII) darauf angerechnet.
Sozialhilfe in Heimen und Anstalten
Die vom Sozialhilfeträger zu übernehmenden Kosten für den Lebensunterhalt in Einrichtungen richten sich nach den Leistungen der Grundsicherung. Übersteigen die Kosten der Einrichtung für Unterkunft und Verpflegung die Leistung der Grundsicherung, sind die Kosten gleichwohl in voller Höhe aufgrund des Bedarfsdeckungsprinzips zu übernehmen, soweit der Bewohner bedürftig ist. Zusätzlich ist der so genannte weitere notwendige Lebensunterhalt zu übernehmen, dieser umfasst insbesondere eine Kleiderbeihilfe und einen Barbetrag zur persönlichen Verfügung (umgangssprachlich „Taschengeld“). Der Barbetrag beträgt mindestens 27 % des Eckregelsatzes (Gesetzesänderung zum 1. Januar 2007 BGBl I, S. 2670).
- Beispiel: bis 30. Juni 2007 Eckregelsatz 345 €, davon 27 % entspricht 93,15 € Barbetrag. Ab 1. Juli 2007 beträgt der Eckregelsatz 347 €, dies entspricht einem Barbetrag von 93,69 €. Ab 1. Juli 2008 beträgt der Eckregelsatz 351 €, davon 27 % entspricht 94,77 €. Ab 1. Januar 2014 beträgt der Eckregelsatz 391 €, davon 27 % entspricht 105,57 €. Ab 1. Januar 2021 beträgt der Eckregelsatz 446 €, davon 27 % entspricht 120,42 €.

### Grundsicherung im Alter und bei Erwerbsminderung (§§ 41 bis 46 SGB XII)
Diese Grundsicherung bezeichnet laufende Sozialhilfe für Menschen ab 65 Jahren sowie für dauerhaft voll Erwerbsgeminderte zwischen 18 und 65 Jahren. Zur Verhinderung versteckter Armut bei dauerhaft voll erwerbsgeminderten Personen zwischen 18 und 64 Jahren und älteren Personen ab 65 Jahren schuf der Gesetzgeber eine neue Leistung zur Sicherung des soziokulturellen Existenzminimums, die am 1. Januar 2003 in Kraft trat. 2005 wurde die Grundsicherung als 4. Kapitel des Sozialgesetzbuches XII in die Sozialhilfe eingeordnet (§§ 41 ff. SGB XII).
Bei der Grundsicherung besteht eine gesetzliche Vermutung, dass das jährliche Einkommen der unterhaltsverpflichteten Kinder und Eltern unter 100.000 Euro liegt. Unterhaltsansprüche bleiben dann unberücksichtigt.
Die Leistungen entsprechen der Höhe nach denen der Hilfe zum Lebensunterhalt außerhalb von Einrichtungen (Drittes Kapitel). Grundsicherung wird nur auf Antrag gewährt (kein Einsetzen bei Bekanntwerden, § 18 Abs. 1 SGB XII).
Grundsicherung ist anders als die sonstigen Formen der Sozialhilfe von einem formalen Antrag abhängig (§ 44 SGB XII). Für die anderen Leistungen der Sozialhilfe zählt die Kenntnisnahme des Sozialhilfeträgers vom Eintritt der Notlage des Berechtigten (§ 18 SGB XII).
Grundsicherung wird immer für den vollen Monat gewährt (ggf. auch rückwirkend). Auch hier besteht ein Unterschied zur Hilfe zum Lebensunterhalt. Der Anspruch auf Grundsicherung beginnt zum ersten des Monats des Erreichens des entsprechenden Alters bzw. der Feststellung der dauerhaft vollen Erwerbsminderung.

### Hilfen zur Gesundheit (§§ 47 bis 52 SGB XII)
Die Hilfen zur Gesundheit umfassen vorbeugende Gesundheitshilfe, Hilfe bei Krankheit, Hilfe zur Familienplanung, Hilfe bei Schwangerschaft und Mutterschaft, Hilfe bei Sterilisation.
Personen, die Leistungen nach dem SGB XII beziehen, werden (anders als Empfänger von Arbeitslosengeld II) in der Krankenkasse nicht pflichtversichert. Sofern keine Pflichtversicherung (z. B. über eine versicherungspflichtige Beschäftigung) besteht, werden für die freiwillige Weiterversicherung die fälligen Beträge zur Kranken- und Pflegeversicherung als Bedarf berücksichtigt (§ 32 SGB XII).
Personen, die nicht krankenversichert sind, können Leistungen nach dem 5. Kapitel des SGB XII (Hilfen zur Gesundheit) erhalten; hier besteht seit dem 1. Januar 2004 die Möglichkeit der Meldung an eine Krankenversicherung; die Krankenkasse leistet im Rahmen des Betreuungsverhältnisses wie für reguläre Mitglieder gesetzliche und satzungsgemäße Leistungen, die Kosten trägt das Sozialamt (§ 264 SGB V).
Seit dem 1. April 2007 gilt eine weitgehende Versicherungspflicht in der gesetzlichen Krankenversicherung (§ 5  Abs. 1 Nr. 13 SGB V in Verbindung mit § 186 Abs. 11 SGB V); Bezieher laufender Sozialhilfe sind allerdings nach § 5  Abs. 8a SGB V nicht pflichtversichert.
Der Anspruch auf die Hilfen zur Gesundheit besteht dennoch für eine weiter abnehmende Zahl von Ausnahmefällen.

### Eingliederungshilfe für behinderte Menschen (§§ 53 bis 60 SGB XII)
Die Eingliederungshilfe für behinderte Menschen hat die Aufgabe, „eine drohende Behinderung zu verhüten oder eine Behinderung oder deren Folgen zu beseitigen oder zu mildern und die behinderten Menschen in die Gesellschaft einzugliedern“ (§ 53 Abs. 3 SGB XII). Leistungsberechtigt sind alle Personen, die dauerhaft körperlich, geistig oder seelisch wesentlich behindert oder von einer Behinderung bedroht sind. Weite Bereiche der Eingliederungshilfe sind einkommens- und vermögensneutral. Das heißt, bei vielen Leistungen bleiben Einkommen und Vermögen des Bedürftigen unberücksichtigt.
Nach der Integration des BSHG in das SGB sind die Leistungen der Eingliederungshilfe für behinderte Menschen im Wesentlichen durch das SGB geregelt. Die eingeschränkte Anrechnung von Einkommen und Vermögen bei behinderten Menschen wurde in § 92 SGB XII geregelt. Es besteht nun auch die Möglichkeit, Leistungen der Eingliederungshilfe als Teil eines trägerübergreifenden Persönlichen Budgets zu erbringen (§ 57 SGB XII). Mit dem Persönlichen Budget sollen behinderte und pflegebedürftige Menschen eigenständig bestimmen können, welche Dienstleistungen sie in welcher Form und von welchem Anbieter in Anspruch nehmen.
Im Zuge der Einführung des Bundesteilhabegesetzes wurde das SGB XII um ein 18. Kapitel (um § 140 bis § 145) ergänzt, welches ab dem 1. Januar 2018 die Teilhabe am Arbeitsleben neu regelt. Mit Ablauf des Jahres 2019 sollen die Regelungen der §§ 140 bis 145 SGB XII in das SGB IX überführt werden. 2020 soll der gesamte Komplex „Behinderung“ vom SGB XII abgekoppelt sein, da Menschen mit Behinderungen nicht mehr als „Sozialhilfefälle“ betrachtet werden sollen.

### Hilfe zur Pflege (§§ 61 bis 66 SGB XII)
Hauptartikel: Hilfe zur Pflege
Die Sozialhilfe übernimmt bei Pflegebedürftigkeit die mit der Pflege verbundenen Kosten ganz oder teilweise. Seit Einführung der Pflegeversicherung ist die Sozialhilfe vor allem zuständig
- für Pflegebedürftige, die das Kriterium der „erheblichen Pflegebedürftigkeit“ (die Stufe I nach § 15 SGB XI) nicht erfüllen,
- in Fällen kostenintensiver (Schwerst-)Pflege, wenn die nach oben hin begrenzten Leistungen der Pflegeversicherung nicht ausreichen,
- sowie für nicht pflegeversicherte Personen.

Die Regelungen der Hilfe zur Pflege wurden weitgehend aus dem BSHG übernommen. Auch hier besteht die Möglichkeit, Leistungen als Teil eines trägerübergreifenden Persönlichen Budgets zu erhalten.
Die Finanzierung der von der Pflegeversicherung nicht übernommenen Kosten für die Unterkunft bei der Pflege in Einrichtungen werden im Bedarfsfall von der Grundsicherung nach § 42 Nr. 2 SGB XII in Verbindung mit § 29 SGB XII übernommen. Die Kosten für den Lebensunterhalt in Einrichtungen werden nach § 35 SGB XII übernommen. Sofern Grundsicherung und Hilfe zum Lebensunterhalt nicht ausreichen oder dem Grunde nach kein Anspruch auf Grundsicherung besteht, werden sie im Rahmen der Hilfe zur Pflege übernommen.

### Hilfe zur Überwindung besonderer sozialer Schwierigkeiten (§§ 67 bis 69 SGB XII)
Die Hilfe zur Überwindung in besonderen Lebenslagen beschreibt die „staatliche Unterstützung“ für Menschen in persönlichen Notlagen. Die Unterstützung ist unabhängig von ihrem Einkommen zu erbringen. Aus dieser Vorschrift wird die Verpflichtung der Kommunen (Städte oder Kreise) zur Schuldner, Sucht-, Lebensberatung und allgemeinen Sozialen Diensten abgeleitet. Diese Unterstützung ist in Abgrenzung zu den speziellen Regelungen im SGB VIII (Kinder und Jugendhilfe) und § 16a SGB II (Kommunale Eingliederungleistung im JobCenter) zu sehen. Die Unterstützung in besonderen Lebenslagen stellt einen generalisierten Anspruch der Unterstützung an das öffentliche System dar und ist die Fortschreibung der Regelungen im Bundessozialhilferecht (BSHG). Die Leistung wird häufig von den Behörden an Träger der freien Wohlfahrt zur Leistungserbringung vergeben, kann durch die Verwaltung aber auch selbst erbracht werden.
Die Hilfe zur Überwindung besonderer sozialer Schwierigkeiten richtet sich auch beispielhaft an Nichtsesshafte und Haftentlassene, ferner an verhaltensgestörte junge Menschen, für die die Hilfe zur Erziehung nach dem Achten Buch Sozialgesetzbuch (SGB VIII – Kinder- und Jugendhilfe) nicht (mehr) in Betracht kommt.
„Die Leistungen umfassen alle Maßnahmen, die notwendig sind, um die Schwierigkeiten abzuwenden, zu beseitigen, zu mildern oder ihre Verschlimmerung zu verhüten, insbesondere Beratung und persönliche Betreuung für die Leistungsberechtigten und ihre Angehörigen, Hilfen zur Ausbildung, Erlangung und Sicherung eines Arbeitsplatzes sowie Maßnahmen bei der Erhaltung und Beschaffung einer Wohnung. Zur Durchführung der erforderlichen Maßnahmen ist in geeigneten Fällen ein Gesamtplan zu erstellen.“ (§ 68 SGB XII)

### Hilfe in anderen Lebenslagen (§§ 70 bis 74 SGB XII)
Das Neunte Kapitel des SGB XII enthält verschiedene Leistungen:
- die Hilfe zur Weiterführung des Haushalts (§ 70 SGB XII),
- die Altenhilfe (§ 71 SGB XII),
- die Blindenhilfe (§ 72 SGB XII),
- die Übernahme von Bestattungskosten (§ 74 SGB XII)[4]
- und als Auffangnorm die Hilfe in sonstigen Lebenslagen (§ 73 SGB XII).

Nach (§ 73 SGB XII) können Geldleistungen als Beihilfe oder Darlehen auch in sonstigen Lebenslagen erbracht werden,
wenn sie den Einsatz öffentlicher Mittel rechtfertigen. Diese Leistungen sind aufgrund der Regelung des § 5 Abs. 2 SGB II für Bezieher von SGB II-Leistungen nicht ausgeschlossen. Bei der Regelung des § 73 SGB XII handelt es sich um eine generalklauselartig formulierte subsidiäre Auffangvorschrift, die atypische Bedarfe in sonstigen Lebenslagen erfassen soll, für die eine spezielle gesetzliche Regelung fehlt. Die Vorschrift beinhaltet für eine atypische Bedarfssituation, die Hilfe in sonstigen Lebenslagen erfordert, gesetzliche Voraussetzungen in Form unbestimmter Rechtsbegriffe, deren Auslegung und Anwendung vollständig der sozialgerichtlichen Kontrolle unterliegen (LSG Niedersachsen-Bremen, Beschluss vom 3. Dezember 2007 – L 7 AS 666/07 ER).

## Materialien
- Entschließungsantrag vom 14. März 2002 (BT-Drs. 14/2793)
- Gesetzentwurf der Fraktionen von SPD und Bündnis 90/Die Grünen (BT-Drs. 15/1514)
- Gesetzentwurf der Bundesregierung (BT-Drs. 15/1636)